# Ana Ortiz
Ana Ortiz (Manhattan, New York, 25. siječnja 1971.) je američka glumica i pjevačica. Najpoznatija je po ulozi Hilde Suarez u TV seriji Ružna Betty.